# Condyle occipital
Les condyles occipitaux sont des protubérances situées sur la face externe de l'os occipital qui servent de surfaces articulaires entre la tête et la première vertèbre cervicale, l'atlas.

## Description
Les condyles occipitaux se situent sur la face externe de la partie latérale de l'os occipital à la partie antérieure du foramen magnum , entre le milieu de ce dernier et la naissance de la partie basilaire de l'os occipital.
Ils sont réniformes, et leur extrémité antérieure est plus proche l'une de l'autre que leur postérieure.
Les surfaces articulaires des condyles sont convexes sur tous leurs axes.
Sur leurs bords sont attachées les capsules de l'articulation atlanto-occipitale.
Sur le côté médial de chaque condyle se trouve un tubercule sur lequel s’insère le ligament alaire.
À leur base antérieure et latérale, se trouve le court canal hypoglosse..

## Aspect clinique
Les fractures des condyles occipitaux peuvent survenir de façon isolée ou intégrée à une fracture de la base du crâne.
La fracture isolée des condyles est considérée comme un type spécifique de blessure crânio-cervicale. L'échelle d'Anderson et Montesano distingue trois types de fractures des condyles :
- Type I : Fracture d'impact du condyle occipital, due à la compression par l'atlas ou l'axis : généralement stable et déplacement important de fragments rare.
- Type II : Fracture occipitale de la base du crâne qui se prolonge dans le(s) condyle(s) par un traumatisme direct. La jonction cranio-cervicale reste généralement stable, mais des lésions neurologiques peuvent survenir.
- Type III : Fracture par avulsion du condyle avec déplacement vers le ligament alaire, due à une rotation et/ou une flexion latérale forcée. Cette blessure a tendance à être instable et peut coexister avec une subluxation ou une luxation atlanto-occipitale. Des lésions neurologiques de mineures à mortelles peuvent survenir.

Les fractures peu déplacées sont traitées de manière conservatrice. La chirurgie peut devenir nécessaire en cas de compression importante du tronc cérébral, de la moelle épinière, des nerfs crâniens inférieurs ou des artères cervicales. Les fractures condyliennes bilatérales (par exemple dans le cadre d'une luxation atlanto-occipitale ou de la «fracture de l'anneau occipital») sont rares, mais souvent mortelles.
Les symptômes d'une fracture isolée du condyle occipital ressemblent à ceux d'autres lésions cranio-cervicales, notamment une douleur cervicale élevée, une amplitude de mouvement réduite, une posture inhabituelle de la tête et du cou, un gonflement pré-vertébral et éventuellement des déficits des nerfs crâniens inférieurs (IX, X, XI, XII), des tétra parésie, une respiration anormale. Parmi ceux-ci, les déficits des nerfs crâniens sont les plus caractéristiques en raison de la proximité de la lésion avec le foramen jugulaire et le canal hypoglosse. L'apparition des symptômes neurologiques peut être immédiate ou retardée.
La prévalence des fractures du condyle occipital n'est pas connue avec certitude. Autrefois considérée comme une blessure rare, on pense aujourd'hui qu'elle constitue 1 à 3 % de tous les traumatismes cranio-cervicaux. Il est le plus souvent observé dans les traumatismes à haute énergie, souvent associés à d'autres lésions du crâne et/ou de la colonne cervicale,.

## Anatomie comparée
Chez certaines espèces il n'existe qu'un seul condyle comme chez les dinosaures, les oiseaux et les crocodiliens, à la différence des amphibiens et les synapsides qui possèdent deux condyles.
Lorsqu'il est unique, le condyle occipital est arrondi à l'arrière du crâne et s'articule avec la première vertèbre cervicale. Fonctionnellement, cela permet à la tête de se déplacer d'un côté à l'autre, de haut en bas, ainsi que de tourner. Une combinaison d'os complémentaires plus petits et indépendants (tels que le basioccipital et l'exoccipital) participe à la formation de cette structure.
Chez la plupart des dinosaures, le condyle occipital est situé à l'arrière du crâne, sous le foramen magnum, et pointe vers l'arrière de l'animal. Certaines exceptions existent, comme chez l'iguanodontien Anabisetia saldiviai où le condyle pointe vers le bas. Chez certains dinosaures, où le crâne n'a pas été conservé, la présence d'un petit condyle occipital suggère à certains paléontologues que le crâne du dinosaure devait être relativement petit.